# Mandevilla sanderi
Mandevilla sanderi és un arbust o una liana de la família de les apocinàcies, originari de Rio de Janeiro al Brasil i sovint utilitzat en jardineria per les seves grans flors.
Tot i que té nombrosos cultivars d'hàbit més o menys diferent, pot arribar a ser un arbust de 2 o 3 metres d'alt, capaç de desenvolupar llargues tiges volubles de base lignificada amb llargs entrenusos. Les fulles són perennes, peciolades, coriàcies i oposades, de 5-6 cm de llarg amb la cara superior brillant i una epidermis gruixuda, de forma oval-el·líptica amb l'àpex curtament acuminat.
Les inflorescències són raïms simples, normalment terminals, de flors que s'obren en diferents moments, de manera que en un moment donat hi pot haver una gran flor vermella (o d'altres colors segons el cultivar) i uns quants capolls. La flor és de 4 a 7 cm de diàmetre, amb un calze en cúpula amb cinc dents lanceolades-subulades, una gran corol·la rosa o vermella d'una sola peça, que comença amb un estret tub que s'obre en forma d'embut i acaba amb cinc pètals que s'encavalquen parcialment. Els estams són inclusos (més curts que la corol·la) amb els filament soldats al tub de la corol·la i les anteres unides al voltant del cap de l'estil formant un anell. La floració s'allarga de la primavera fins a la tardor.
En bona part d'Europa es planta en testos que es duen a l'interior a l'hivern per tal d'evitar les gelades però a la zona mediterrània es pot tenir com a planta d'exterior.